# Coldspring
Coldspring é uma cidade localizada no estado norte-americano do Texas, no Condado de San Jacinto.

## Demografia
Segundo o censo norte-americano de 2000, a sua população era de 691 habitantes.
Em 2006, foi estimada uma população de 763, um aumento de 72 (10.4%).

## Geografia
De acordo com o United States Census Bureau tem uma área de
4,8 km², dos quais 4,8 km² cobertos por terra e 0,0 km² cobertos por água. Coldspring localiza-se a aproximadamente 97 m acima do nível do mar.

## Localidades na vizinhança
O diagrama seguinte representa as localidades num raio de 24 km ao redor de Coldspring.